# 光果苏铁
光果蘇鐵（学名：Cycas thouarsii），也称馬達加斯加蘇鐵，属于苏铁科的一种植物，分布在馬達加斯加及東非熱帶地區，可作為觀賞及藥用植物。

## 歷史
光果蘇鐵首先在1804年由法國殖民地植物學家Louis-Marie Aubert du Petit-Thouars所描述，之後在1829年被英國植物學家羅伯特·布朗再次描述及命名。

## 形態
常綠木本植物，莖高2-4米，植株可高達9米，粗壯。葉為羽狀複葉，叢生於莖頂，長1.5-2.5米，葉柄略呈菱狀圓形，四稜，下部有倒懸之棘刺35-41對；小葉約90對，為扁平線狀披針形，小葉中肋上下兩面均為凸出，表面深綠色。雌雄異株；雄毬花為長橢圓狀之圓筒形；雄蕊先端略呈扁菱形，具1尖頭；雌毬花生於葉叢中心，由木質狹倒披針形之心皮所組成，心皮先端銳尖，柄部斷面則呈五角形，上部邊緣有齒狀裂片，被黃褐色絨毛。球形種子在心皮之下部的兩側互生，直徑約5厘米，綠色而光滑，熟時為黃橙色。 

## 種植
光果苏铁在蘇鐵種類中生長較快，在熱帶氣候種植需要充足的陽光，耐寒性較差，可抵受25-30˚F (攝氏零下大約1-4度)，耐旱，需要排水良好的泥土種植。

## 分布
光果苏铁分布在馬達加斯加沿海開放森林、莫桑比克，坦桑尼亞、肯尼亞、科摩羅群島、馬約特及塞舌爾。

## 外部連結
- Plant Image Collection 植物圖片集- 光果蘇鐵（页面存档备份，存于）</ref>
- 博視植物網 光果蘇鐵（页面存档备份，存于）</ref>
- 光果蘇鐵[]知卡宣博物館 植物資料庫 </ref>